# Surmiran
El surmiran és un dels cinc dialectes del romanx, la variant pròpia de la vall de l'Albula i d'Oberhalbstein, a la part central del cantó suís dels Grisons. És una de les bases de l'actual llengua estàndard, juntament amb el baix engiadinès i el sobreselvà.